# Ligwiąca
Ligwiąca [pronunciación en polaco: /liɡˈvjɔnt͡sa/] es un asentamiento ubicado en el distrito administrativo de Gmina Krzęcin, dentro del condado de Choszczno, Voivodato de Pomerania Occidental, en el noroeste de Polonia. Se encuentra a unos 9 kilómetros al sur de Krzęcin, a 18 kilómetros al sur de Choszczno, y a 75 kilómetros al sureste de la capital regional Szczecin.